# Miedzna (struga)
Miedzna – struga na Równinie Gryfickiej, w woj. zachodniopomorskim, w gminie Gryfice, prawobrzeżny dopływ Gardominki.
Struga posiada kręty bieg o dużym spadku i stromych brzegach.
Wpływa do ujściowego odcinka Gardominki od prawego brzegu, na zachód od drogi wojewódzkiej nr 109.
Nazwę Miedzna wprowadzono w 1949 roku, zastępując poprzednią niemiecką nazwę Scheide Bach. Została wtedy określona jako potok, jednak w 2006 roku Komisja Nazw Miejscowości i Obiektów Fizjograficznych określiła ją jako strugę.